# José Santiago Healy Brennan
José Santiago Healy Brennan (Monterrey, Nuevo León, 16 de diciembre de 1895-Hermosillo, Sonora, México, 7 de octubre de 1968) fue un renombrado empresario, revolucionario, periodista, columnista y colaborador de diversos diarios mexicanos. Durante su exilio político en 1924, funda el periódico ECO de México en Los Ángeles, CA; y en 1942 adquirió y modernizó el diario sonorense conocido como El Imparcial  y El Regional de Hermosillo.
Participó activamente en la creación de la Universidad de Sonora.
Actualmente, escuelas, fundaciones, calles y avenidas llevan su nombre.

## Reseña biográfica
Healy Brennan, nació en Monterrey, Nuevo León el 16 de diciembre de 1895. Fue el hijo menor de Doña María Brennan y Don Santiago Healy, profesor de matemáticas e idiomas en la Universidad de Dublín. 
El matrimonio de origen Irlandés, emigró del Condado de Kilkenny a la ciudad de Boston, Estados Unidos en 1882, estableciéndose primero en el estado de Texas donde nacieron dos de sus hermanos: Elisa y Daniel. Posteriormente, en Monterrey, México, nacieron Nicolás, Patricio y José Santiago.

### Nacimiento e infancia
Sus primeros años de enseñanza, los recibió en su ciudad natal en una pequeña escuela que dirigía su padre.
En 1903, contando con siete años de edad, la familia se traslada a vivir a la Ciudad de México donde inicia sus estudios en la Escuela Hogar de Niños Trabajadores y en la Elemental n.º 51.

### Comienzos
Posteriormente y debido a la falta de recursos ecónómicos, sus estudios primarios fueron interrumpidos.
Obligado a colaborar con la economía familiar, en 1909 José Healy aún adolescente y alentado por su hermano Patricio a trabajar en el ámbito periodístico; inicia su labor en el diario mexicano El combate: Órgano de la Revolución Maderista. Lugar en donde ambos hermanos conocieron y enfrentaron la guerra civil que envolvía al país y que, fortuitamente, iniciaría su carrera como periodistas en noviembre de 1910.
En 1914, José Healy con 19 años de edad, se unió a las fuerzas rebeldes revolucionarias encabezadas por el entonces dirigente Venustiano Carranza en donde hizo amistad con Adolfo de la Huerta quien fue gobernador de Sonora y presidente de México en 1920, peleando como soldado contra las fuerzas de Victoriano Huerta en Veracruz.
Trabajó como reportero durante la campaña contra las fuerzas zapatistas en Morelos.
En 1916, con un grupo de periodistas, entre ellos: Froylán Manjarrez, Carlos Genda, Juan Robles, Aurelio Gallardo y Armando Romano, invitados por el entonces gobernador Adolfo de la Huerta llega al Estado de Sonora para fundar periódicos en diferentes ciudades con el objetivo de difundir las nuevas ideas revolucionarias al país. Que un año más tarde serían incluidas en la Constitución Política de los Estados Unidos Mexicanos.
En Hermosillo, editó el diario Reforma Social que posteriormente cambia su nombre a Orientación y en 1921 se da a conocer como “El Sol”.

### Exilio
En 1924 debido a la revolución fallida, al ocurrir el cisma entre Álvaro Obregón y Plutarco Elías Calles por una parte y De la Huerta por el otro; Healy acompañó en el exilio a su amigo Adolfo de la Huerta y el cineasta Emilio Fernández Romo en los Estados Unidos, así como otros que siguieron la rebelión contra Obregón, donde vivió por un período de 8 años. Posteriormente, contrajo matrimonio con la sonorense Laura Noriega.
Durante su estancia en los Ángeles, funda el periódico El ECO de México: Diario de los mexicanos en Estados Unidos hasta 1932, en cuya fecha, fue invitado por el gobernador Rodolfo Elías Calles a trabajar en la capital de Sonora, Hermosillo donde editó el periódico El Tiempo de Sonora. Que desapareció al ocurrir el conflicto político entre Plutarco Elías Calles y el presidente Lázaro Cárdenas, tres años después.

### Regreso a México
En 1937, el periodista José Abraham Mendívil inicia el periódico El Imparcial con la leyenda "Diario Gráfico de la Mañana».
Cinco años más tarde, es vendido a Healy; quien adquiere el rotativo, modernizando su estructura y, sustituyendo la leyenda de "Diario Gráfico de la Mañana» por «Diario Independiente de Sonora». Debido a que no se registró como nuevo periódico, a la fecha, El Imparcial es el diario más antiguo y de mayor arraigo en el Estado de Sonora.
Siendo partícipe de la modernización en la comunidad sonorense, de 1938 a 1942, el señor Healy Brennan participó intensamente en la creación y establecimiento de la Universidad de Sonora. En los años subsecuentes, continuó en el periodismo y en 1955 fundó el periódico El Regional, hoy desaparecido.

### Vida personal y últimos años
Healy Brennan recordaba con nostalgia la calle Leandro Valle y los años que vivieron en la Ciudad de México, mismos que llegaron a su fin con la muerte de su hermano Nicolás de 20 años de edad.
La cercanía al padre Agustín Hunt Cortés y sus compañeros en el diario El Combate, así como la muerte de su hermano mayor, hicieron que este influenciado por la época revolucionaria; una mañana de otoño de 1914, dejara su familia y estudios para incorporarse a un tren rumbo a Veracruz, en donde llegó a ser capitán primero de la revolución.
Años más tarde, durante su exilio, fue arrestado en el verano de 1926 junto con otras dieciséis personas con el cargo de conspirar una rebelión armada para derrocar al Gobierno de México desde el territorio de Estados Unidos, según copia del oficio de la Corte de Distrito Sur de California que se encuentra en National Archives Pacific Southwet Region No.8054H.
Amante de la crianza de aves y de una larga vida de lucha, exilio, éxito y trabajo, José Santiago Healy Brennan, falleció el 7 de octubre de 1968 durante una visita familiar en Los Ángeles, California. Fue sepultado en el popularmente conocido «panteón Yáñez» de Hermosillo.
Es recordado no solo por haber participado activamente en la creación de la Universidad de Sonora sino por su ardua labor altruista. Y la formación de varias instituciones como el hospital General del Estado, el asilo de ancianos y espacios de recreación como unidades deportivas que hoy llevan su nombre.
Tuvo tres hijos, María Laura, José Alberto y Dolores, que falleció siendo niña; también tuvo numerosos nietos, entre ellos, los reconocidos empresarios Juan Fernando Healy Loera y Luis Alberto Healy Loera, así como José Santiago Healy Loera,  quienes, después de su padre, José Añberto Healy Noriega, se convirtieron en los sucesores del conocido periódico El Imparcial.
Desde el día 22 de enero de 1982, una de las calles más importantes de la ciudad de Hermosillo fue nombrada en su honor y en 1992 la fundación Healy inicia operaciones con el objetivo de "contribuir al desarrollo integral, mediante la generación de oportunidades culturales, educativas y deportivas, dirigidas a personas con deseos de superación en el Noroeste de México».

## Premios y reconocimientos
- En 1959, la comunidad de Hermosillo, representada por el Club Rotario al cual perteneció desde su fundación, premió su labor entregándole un reconocimiento por sus 50 años de periodismo activo.[8]
- Por acuerdo del Cabildeo de Hermosillo, el 22 de enero de 1982, se impuso su nombre a la antigua calle de Nogales.
- Miembro del comité administrativo Pro-fundación de la Universidad de Sonora[2]
- Miembro del patronato y consejo de la Fundación esposos Rodríguez.
- Integrante del Comité Deportivo de Sonora y de la Junta Patriótica de Hermosillo.
- Fundador y primer presidente de la Asociación de Escritores y Periodistas de Sonora.
- Fundador y director-administrativo de la empresa Impresora y Editorial SA; que publica El Imparcial.[10]